# Heemskerk
Heemskerk  è una municipalità dei Paesi Bassi di 39 159 abitanti situata nella provincia dell'Olanda Settentrionale.